# Ольховская, Полина Михайловна
Полина Михайловна Ольховская (р. 16 декабря 1999, Кемерово) — российская волейболистка, центральная блокирующая.

## Биография
Полина Ольховская родилась и начала заниматься волейболом в Кемерово. Первый тренер — Э. Д. Орёл. В 2014—2018 играла за фарм-команды «Омички» и «Енисея» в Молодёжной лиге чемпионата России. В 2018—2020 выступала за «Импульс» и «Северянку» в высшей лиге «А».
В 2020—2023 — игрок ВК «Липецк». С 2023 выступала за нижегородскую «Спарту», а в 2025 заключила контракт с ВК «Динамо-Метар».

### Клубная карьера
- 2014—2015 —  «Омичка»-2 (Омск);
- 2015—2018 —  «Енисей»-2 (Красноярск);
- 2018—2019 —  «Импульс» (Волгодонск);
- 2019—2020 —  «Северянка» (Череповец);
- 2020—2023 —  «Липецк» (Липецк);
- 2023—2025 —  «Спарта» (Нижний Новгород);
- с 2025 —  «Динамо-Метар» (Челябинск).